# Огемо (округ)
О́гемо (англ. Ogemaw County) — округ в штате Мичиган, США. Официально образован в 1875 году. По состоянию на 2010 год, численность населения составляла 21 699 человек.

## География
По данным Бюро переписи США, общая площадь округа равняется 1 489,251 км2, из которых 1 458,171 км2 суша и 28,490 км2 или 2,000 % это водоёмы.

## Население
По данным переписи населения 2000 года в округе проживает 21 645 жителей в составе 8 842 домашних хозяйств и 6 189 семей. Плотность населения составляет 15,00 человек на км2. На территории округа насчитывается 15 404 жилых строений, при плотности застройки около 11,00-ти строений на км2. Расовый состав населения: белые — 97,48 %, афроамериканцы — 0,13 %, коренные американцы (индейцы) — 0,60 %, азиаты — 0,38 %, гавайцы — 0,03 %, представители других рас — 0,13 %, представители двух или более рас — 1,25 %. Испаноязычные составляли 1,16 % населения независимо от расы.
В составе 27,10 % из общего числа домашних хозяйств проживают дети в возрасте до 18 лет, 57,40 % домашних хозяйств представляют собой супружеские пары проживающие вместе, 8,80 % домашних хозяйств представляют собой одиноких женщин без супруга, 30,00 % домашних хозяйств не имеют отношения к семьям, 25,70 % домашних хозяйств состоят из одного человека, 12,20 % домашних хозяйств состоят из престарелых (65 лет и старше), проживающих в одиночестве. Средний размер домашнего хозяйства составляет 2,41 человека, и средний размер семьи 2,87 человека.
Возрастной состав округа: 23,50 % моложе 18 лет, 6,40 % от 18 до 24, 24,40 % от 25 до 44, 27,00 % от 45 до 64 и 27,00 % от 65 и старше. Средний возраст жителя округа 42 лет. На каждые 100 женщин приходится 98,40 мужчин. На каждые 100 женщин старше 18 лет приходится 95,50 мужчин.
Средний доход на домохозяйство в округе составлял 30 474 USD, на семью — 34 988 USD. Среднестатистический заработок мужчины был 31 003 USD против 20 544 USD для женщины. Доход на душу населения составлял 15 768 USD. Около 11,00 % семей и 14,00 % общего населения находились ниже черты бедности, в том числе — 18,50 % молодежи (тех, кому ещё не исполнилось 18 лет) и 9,90 % тех, кому было уже больше 65 лет.